# Équipe cycliste Wanty-Nippo-ReUz
L'équipe cycliste Wanty-Nippo-ReUz est une équipe cycliste belge, ayant le statut d'équipe continentale depuis 2023.
Elle sert d'équipe réserve à l'équipe World Tour Intermarché-Wanty.

## Histoire de l'équipe
L'équipe est lancée pour la saison 2023 avec une licence d'équipe continentale (troisième division) en tant qu'équipe réserve officielle de l'UCI WorldTeam Intermarché-Circus-Wanty. Outre le Groupe Ardent, qui est également le principal sponsor de la WorldTeam avec Circus, le fabricant de vaisselle réutilisable Re-Uz et Technord, groupe industriel spécialisé dans l'intégration de projets d'électricité industrielle, sont les autres principaux sponsors de l'équipe.
La première victoire de l'équipe est remportée par Laurenz Rex sur le Dorpenomloop Rucphen. Rex est membre de la  WorldTeam, mais il court certaines épreuves avec l'équipe Circus-Re Uz-Technord comme le règlement le permet.

## Principales victoires

### Courses d'un jour
- Dorpenomloop Rucphen : 2023 (Laurenz Rex)
- Liège-Bastogne-Liège espoirs : 2023 (Francesco Busatto)
- Gand-Wevelgem espoirs : 2024 (Huub Artz)

### Championnats nationaux
- Championnats d'Érythrée sur route : 3
  - Contre-la-montre espoirs: 2023, 2024 (Aklilu Arefayne)
  - Course en ligne espoirs: 2024 (Aklilu Arefayne)
- Championnats de France sur route : 1
  - Course en ligne espoirs : 2013 (Alexy Faure Prost)
- Championnats d'Italie sur route : 1
  - Course en ligne espoirs : 2023 (Francesco Busatto)

## Classements UCI
L'équipe participe aux épreuves des circuits continentaux et en particulier de l'UCI Europe Tour. Les tableaux ci-dessous présentent les classements de l'équipe sur les différents circuits, ainsi que son meilleur coureur au classement individuel.
UCI Europe Tour
| UCI Europe Tour | UCI Europe Tour        | UCI Europe Tour                           | UCI Europe Tour |
| Année           | Classement par équipes | Meilleur coureur au classement individuel |                 |
| --------------- | ---------------------- | ----------------------------------------- | --------------- |
| 2023            | 20e                    | -                                         |                 |
|                 |                        |                                           |                 |
| Source : UCI    |                        |                                           |                 |

L'équipe est également classée au Classement mondial UCI qui prend en compte toutes les épreuves UCI et concerne toutes les équipes UCI.
| Classement mondial | Classement mondial     | Classement mondial                        | Classement mondial |
| Année              | Classement par équipes | Meilleur coureur au classement individuel |                    |
| ------------------ | ---------------------- | ----------------------------------------- | ------------------ |
| 2023               | 46e                    | Francesco Busatto (254e)                  |                    |
| 2024               | 61e                    | Huub Artz (346e)                          |                    |
|                    |                        |                                           |                    |
| Source : UCI       |                        |                                           |                    |

## Wanty-Nippo-Re Uz en 2025
Effectif
| Effectif 2025            | Effectif 2025     | Effectif 2025 | Effectif 2025                     |
| Cycliste                 | Date de naissance | Pays          | Équipe précédente                 |
| ------------------------ | ----------------- | ------------- | --------------------------------- |
| Elmar Abma               | 26 avril 2004     | Pays-Bas      | VolkerWessels Cycling Team (2024) |
| Nicolas Aernouts         | 12 février 2006   | Belgique      |                                   |
| Gilles Dockx             | 7 mars 2005       | Belgique      |                                   |
| Halvor Dolven            | 13 avril 2004     | Norvège       | Uno-X Mobility Development (2024) |
| Kazuma Fujimura          | 30 août 2005      | Japon         |                                   |
| Wout Geerinckx           | 2 novembre 2003   | Belgique      |                                   |
| Mewael Girmay            | 15 avril 2005     | Érythrée      |                                   |
| William Graff            | 6 novembre 2005   | Belgique      |                                   |
| Simone Gualdi            | 16 avril 2005     | Italie        |                                   |
| Victor Hannes            | 30 janvier 2004   | Belgique      |                                   |
| Shunsuke Imamura         | 14 février 1998   | Japon         | Bridgestone (2024)                |
| Zeno Moonen              | 3 juillet 2003    | Belgique      |                                   |
| Tobias Müller            | 31 mars 2004      | Allemagne     | Rad-Net Oßwald (2024)             |
| Maxence Place            | 18 janvier 2004   | Belgique      | Hagens Berman Jayco (2024)        |
| Masao Shimazaki          | 27 octobre 2005   | Japon         |                                   |
| Keije Solen              | 27 mars 2006      | Pays-Bas      |                                   |
| Wouter Toussaint         | 23 mars 2004      | Pays-Bas      | TDT-Unibet (2023)                 |
| Axel Van den Broek       | 3 mai 2006        | Belgique      |                                   |
| Felix Ørn-Kristoff       | 15 mars 2006      | Norvège       | Avia-Rudyco (2024)                |
|                          |                   |               |                                   |
| Source : ProCyclingStats |                   |               |                                   |

Victoires
| Victoires | Victoires | Victoires | Victoires | Victoires | Victoires |
| Date      | Course    | Pays      | Classe    | Vainqueur |           |
| --------- | --------- | --------- | --------- | --------- | --------- |